# زوي روزنبرغ
زوي روزنبرغ (بالإنجليزية: Zoe Rosenberg)‏ هي مدافعة عن حقوق الحيوان ‏ أمريكية، ولدت في 13 يونيو 2002.